# بوابة بلاوات
بوابات البلاوات (بالإنجليزية: Balawat Gates)‏ هي ثلاث مجموعات من الأشرطة البرونزية المزخرفة التي كانت تزين الأبواب الرئيسية للعديد من المباني في مستوطنة بلاوات، التي يرجع تاريخها إلى عهدي آشور ناصربال الثاني (حكم 883-859 قبل الميلاد) وشلمنصر الثالث (حكم 859–824 قبل الميلاد). عزز أستخدامها المكثف للفن السردي الذي يصور مآثر الملوك الآشوريين مكانتها كأحد أهم الأعمال الفنية الباقية في الإمبراطورية الآشورية الجديدة، عندما سقطت الإمبراطورية الآشورية الجديدة في 614-612 قبل الميلاد، تم تدمير مستوطنة بلاوات. مع مرور الزمن تحللت العناصر الخشبية للبوابات، ولم يتبق منها سوى الأشرطة البرونزية (بعضها تضرر بشدة). يمكن العثور على بقايا مجموعتين من البوابات في المتحف البريطاني،  وتلك الموجودة في معبد مامو موجودة في متحف الموصل. توجد أيضًا أقسام صغيرة من أشرطة الأبواب البرونزية لشلمنصرالثالث في متحف والترز للفنون في بالتيمور وفي متاحف إسطنبول للآثار.

## الوصف
تشير النقوش المعاصرة إلى أن بوابات بلاوات بالقرب من نمرود كانت مصنوعة من خشب الأرز. لم تكن مفصلية عند فتحها بقلب أعمدة ضخمة من خشب الصنوبر كانت مزينة بالبرونز وقلبت في تجاويف حجرية. يعتقد علماء الآثار أن البوابات كانت في الأصل بارتفاع 6.8 متر وقد استخدمت هذه التقديرات لإنشاء إعادة بناء بالحجم الكامل للبوابات في المتحف البريطاني. تم اكتشاف بوابات المتحف البريطاني عام 1878 من قبل عالم الآثار المحلي هرمز رسام. كان رسام أول عالم آثار آشوري. بحلول وقت اكتشافهم، كان الخشب قد تعفن بالفعل ولم يتبق سوى بقايا العصابات البرونزية المزخرفة. كان من المفترض أن يبلغ طول الأشرطة الثمانية الموجودة على كل باب أكثر من 285 قدمًا في المجموع، وقد قاموا بتزيين وتقوية الوجه الخارجي وعمود الباب. تقع 265 من الاربطة في المتحف البريطاني، بينما تقع 2 في متحف والترز في بالتيمور. تنوع الصور يعطي علماء الآثار نظرة ثاقبة للحياة والتكنولوجيا والحضارة في ذلك الوقت. يتم استكمال المعلومات التصويرية بالنقوش التي تقدم مزيدًا من المعلومات.
تصف الاشرطة اكتشافًا دينيًا مهمًا في عام 852 قبل الميلاد عندما وجد الملك شلمنصر الثالث منبع نهر دجلة عند نفق دجلة. كان هذا حدثًا مهمًا للغاية لأن الأنهار كان يُعتقد أنها آلهة. كما تظهر الصور العمال وهم ينحتون الجدران لتمثيل ملكهم بالطريقة التي يوافق عليها. لا يزال من الممكن رؤية المنحوتات في شرق تركيا للعلامات التي رسمها عمال شالمنصر إلى الجنوب الغربي من بحيرة وان. من المحتمل أن تكون أهم الصور هي المخططات الأرضية للمباني المجاورة لأنها أعادت شهرة رسام الذي اكتشف البوابات. بعد اكتشاف البوابات، كان هناك الكثير من الجدل حول ما إذا تم العثور على هذه البوابات هنا وما إذا كان رسام قد قدم حسابًا دقيقًا. قيل أن هذه كانت اكتشافًا مهمًا في مكان ثانوي ويجب أن تكون هذه البوابات قد أتت من مدينة قريبة أكثر أهمية مثل نينوى. ومع ذلك، كشفت الحفريات في الموقع أن الصور الموجودة على البوابات تتفق مع الأدلة الموجودة على الأرض والتي تقدم دليلاً على أن البوابات كانت بالفعل في بلاوات، وأن بلاوات كانت مهمة، وكانت البوابات هنا، وكان رسام يقول الحقيقة. شعر رسام أن الفضل في العديد من اكتشافاته الأخرى قد حصل من قبل كبار موظفي المتحف البريطاني. في عام 1893 ، رفع رسام دعوى قضائية ضد مدير المتحف البريطاني واليس بودج في المحاكم البريطانية بتهمة التشهير والقذف. وكان بدج قد كتب إلى أمناء المتحف قائلاً إن هرمز رسام استخدم «أقاربه» لتهريب الآثار من نينوى وأنه أرسل «القمامة» فقط إلى المتحف البريطاني. انزعج رسام المسن من هذه الاتهامات وعندما طعن في بدج تلقى اعتذارًا جزئيًا وتراجعًا اعتبرته المحكمة العليا «غير صادق» و «غير لائق». رفع رسام القضية إلى المحكمة وكان مدعوماً بالكامل من قبل القاضي ولكن ليس من هيئة المحلفين.

## ثلاث اجزاء للبوابة

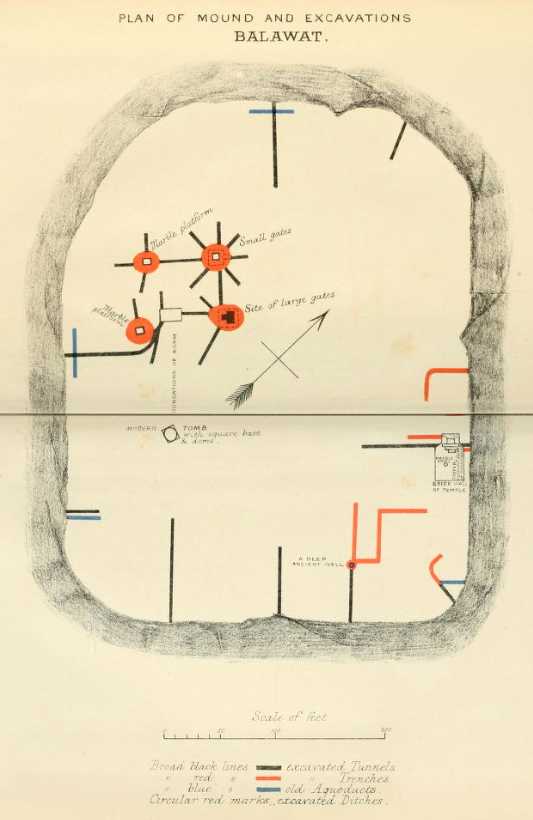
خطة حفر بوابة بلاوات 1882 ، تظهر مجموعتي البوابات التي حددها هرمز رسام

تم تكليف مجموعتين من بوابات بلاوات في عهد آشور ناصربال الثاني ومجموعة واحدة في عهد ابنه شلمنصر الثالث. تم اكتشاف المجموعة الأولى من قبل هرمز رسام في عام 1878 وهي الآن موجودة في المتحف البريطاني. إلى جانب هذه البوابات، تم العثور على صندوق من الحجر الجيري يحتوي على لوحين رخاميين منقوشين من آشور ناصربال الثاني. وصفت النقوش الموجودة على هذه الوعاء أساس معبد مجهز ببوابات برونزية مخصصة للاله مامو، إله الأحلام الآشوري. المجموعة الثانية من البوابات نشأت من معبد مامو. تم حفر هذه البوابات من قبل ماكس مالوان في عام 1956 وهي الآن موجودة في متحف الموصل، على الرغم من نهب العديد من القطع في عام 2003. المجموعة الثالثة من البوابات التي أقامها ابن آشور ناصربال الثاني، شلمنصر الثالث، اكتشفها هرمز رسام في 1878. توجد بوابات شلمنصر الثالث في المتحف البريطاني. نُشرت المجموعة الثالثة من البوابات عام 1905. واكتشفت بوابات شلمنصر الثالث في الموقع الآشوري الصغير بلاوات.

## مشاهد منقوشة
تتكون القطع الباقية من جميع مجموعات البوابات الثلاثة من شرائط طويلة أو شرائط برونزية مثبتة على أبواب خشبية. كانت منقوشة ومطعمة بزخارف تظهر مشاهد الحرب، وتقديم الجزية وصيد الأسود والثيران. يتكون كل زوج من البوابات من 16 شريطًا برونزيًا (8 كل جانب). تم ترتيب جميع الاشرطة البرونزية في مخطط زخرفي. كما تم نقش الأشرطة البرونزية على الأبواب. تم تزيين البوابات التي أمر بها آشور ناصربال الثاني في سجل وأحد بمشهد تصويري منقوش في الأعلى والأسفل، وتحدها سعيفات صغيرة. يوجد خلف هذه الحدود زوج ثانٍ من الحواف الخارجية التي تحتوي على وريدات زخرفية. غطت الأشرطة البرونزية الأبواب وقوائم الأبواب. تدل عملية إعادة البناء الدقيقة لهذه البوابات على أن أعمدة الأبواب كانت مستدقة باتجاه الأعلى وأن الأشرطة تقلص حجمها أيضًا.

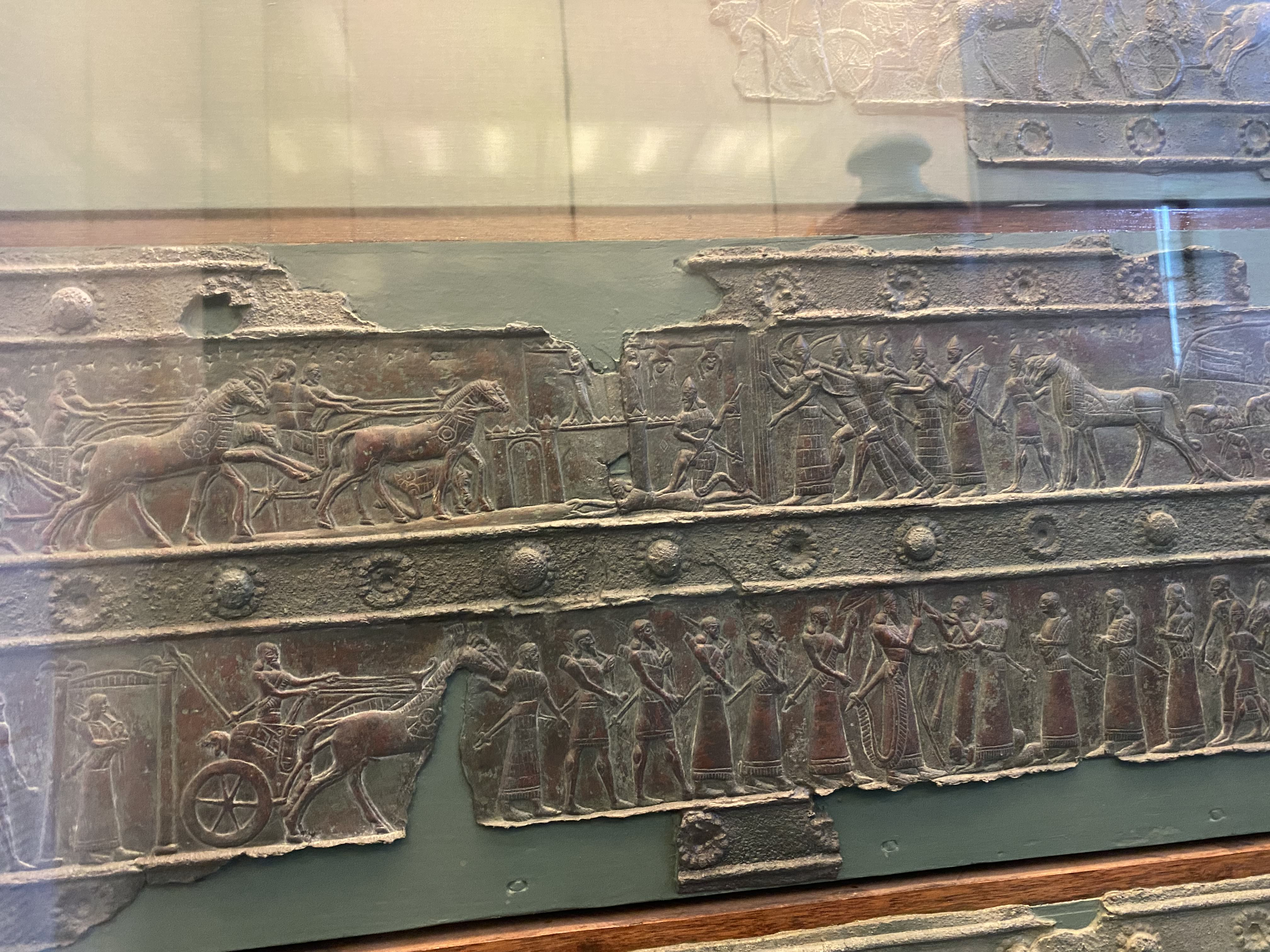
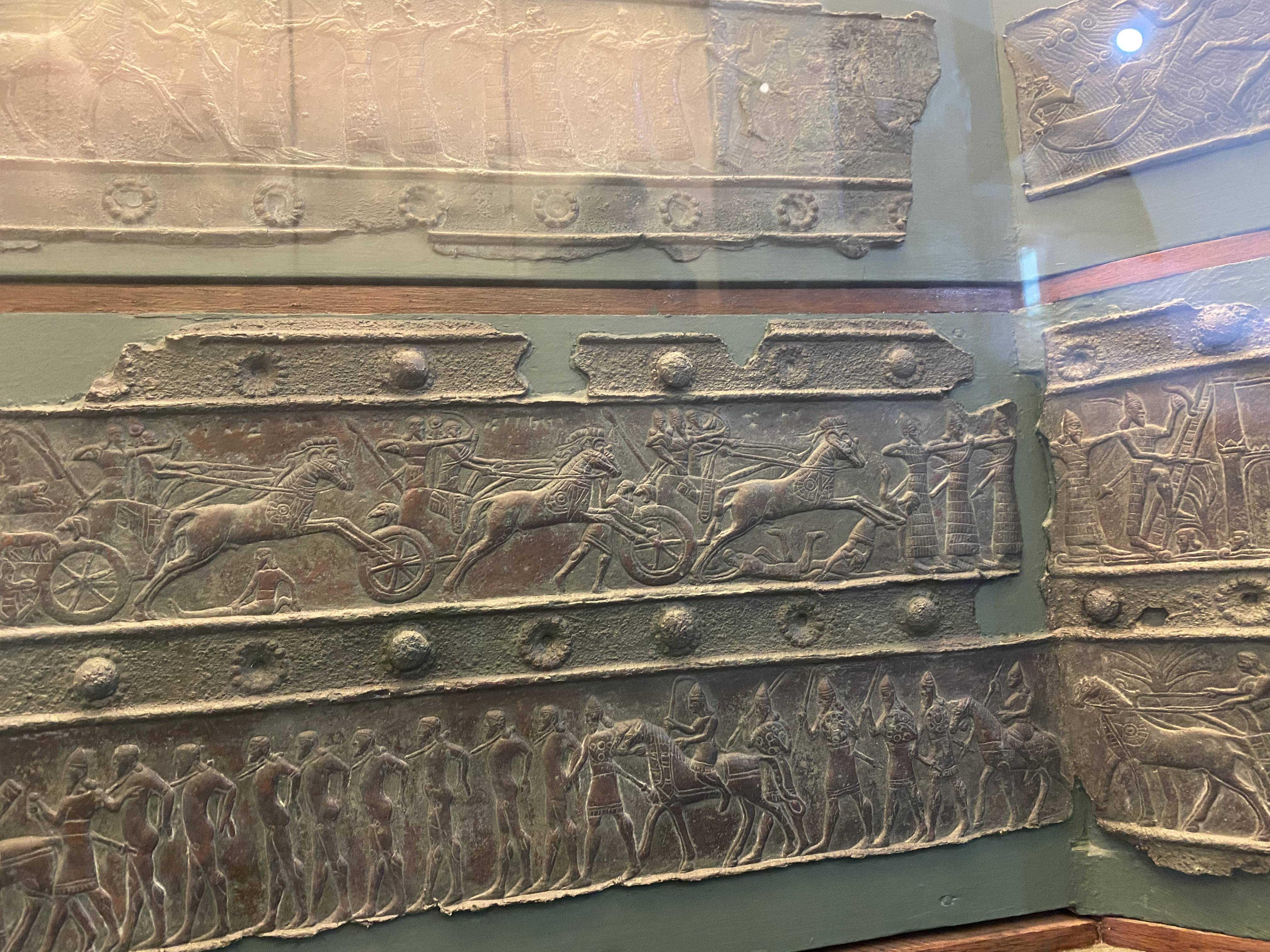
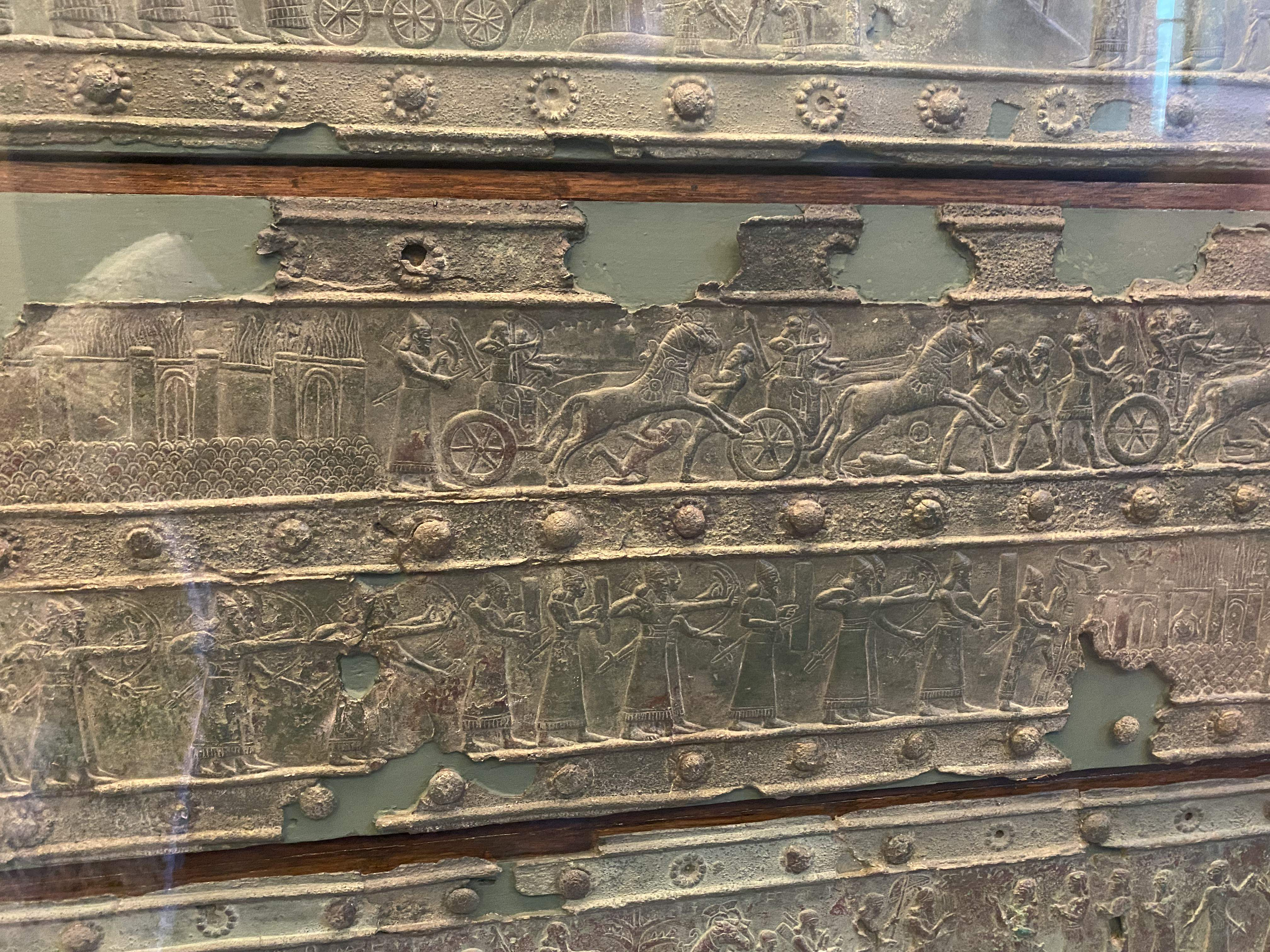
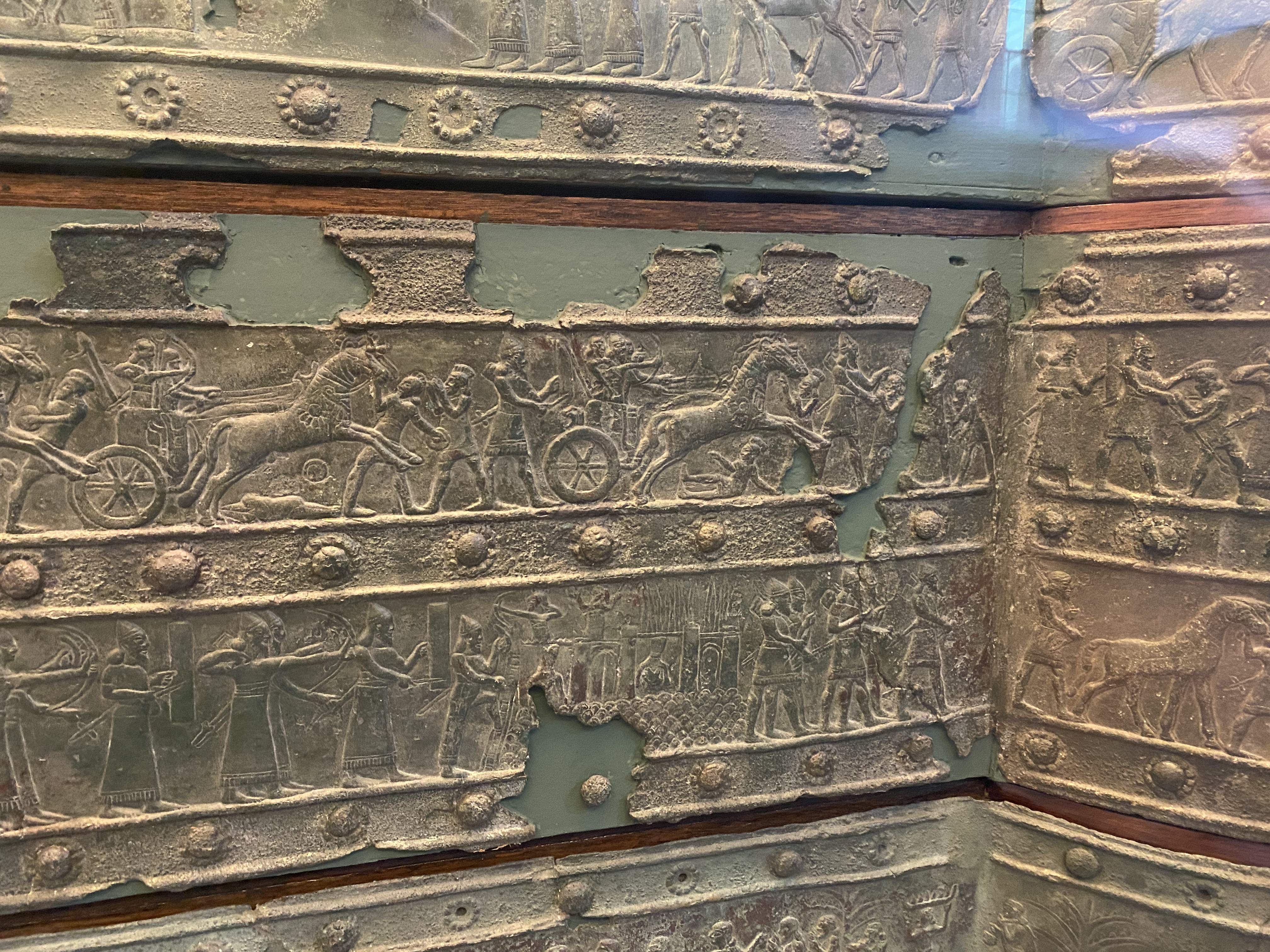
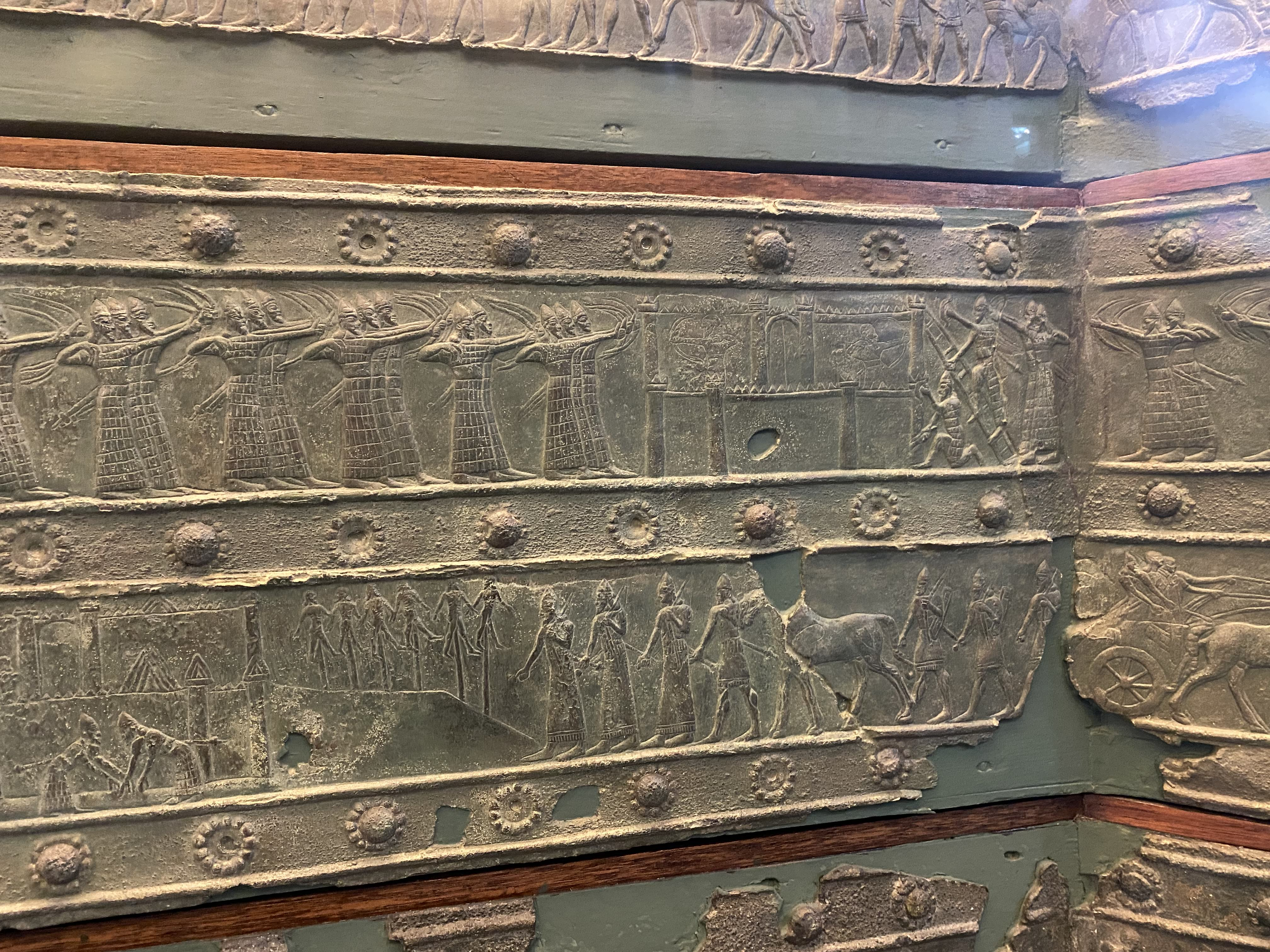
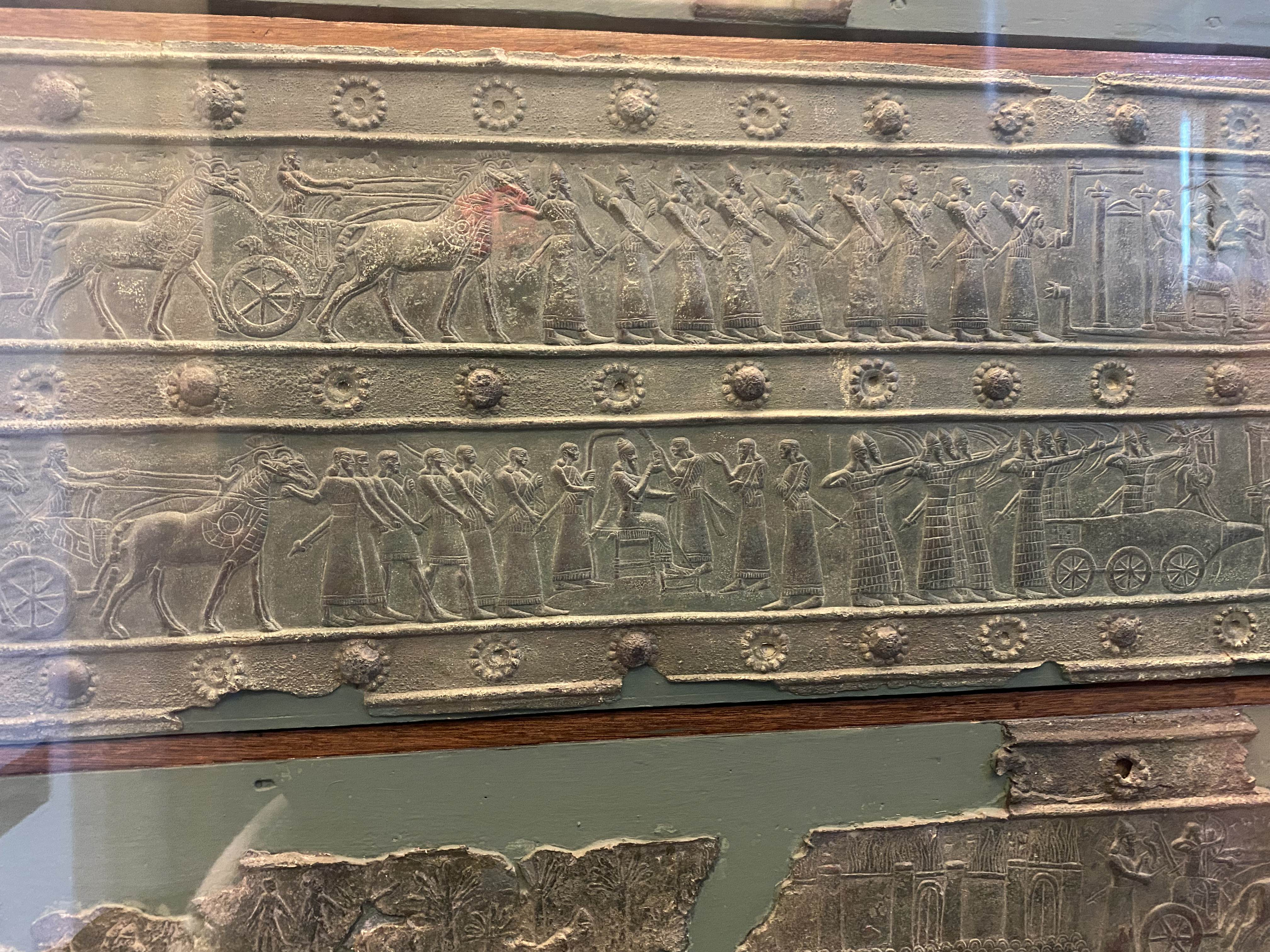